# Kate Ryan
Kate Ryan, właśc. Katrien Verbeeck (ur. 22 lipca 1980 w Tessenderlo w Belgii) – belgijska piosenkarka muzyki pop i eurodance. Laureatka nagrody World Music Awards w kategorii Najlepiej Sprzedający się Artysta z Beneluksu, za sprzedaż ponad 3,5 miliona płyt na świecie. Reprezentantka Belgii w Konkursie Piosenki Eurowizji 2006 z utworem „Je t’adore”, który w kilka tygodni po premierze pokrył się złotem.

## Kariera muzyczna
Jako nastolatka pobierała lekcje muzyki u swojej ciotki, która wykładała w konserwatorium. Uczyła się grać na gitarze i fortepianie, uczęszczała także do szkoły plastycznej. W wieku 16 lat zadebiutowała jako wokalistka, zaczynając od występów w małych klubach oraz współpracując z miejscową grupą Melt, grającą muzykę pop.
Profesjonalnie muzyką zajęła się od 2000, nawiązując współpracę z producentami muzycznymi, Philem Wildem i Andym Jenseensem. Z ich pomocą nagrała i wydała w 2002 roku debiutancki album studyjny, zatytułowany Different. Na płycie znalazły się covery z repertuaru francuskiej piosenkarki Mylène Farmer, „Désenchantée” i „Libertine”. Utwory trafiły na szczyty list przebojów, dzięki czemu zyskała większą popularność. Płyta sprzedała się w nakładzie miliona egzemplarzy na całym świecie, a w Polsce otrzymała status platynowej płyty. W tym samym roku dziennik De Morgen ogłosił listę stu najpopularniejszych twarzy Belgii, plasując Ryan na piątym miejscu. Piosenka pt. „Désenchantée” znalazła się na 1. miejscu list przebojów w 32 krajach na całym świecie.
29 marca 2004 wydała drugi album studyjny pt. Stronger, który promowała singlami „Only If I”, „The Promise You Made” (z repertuaru Cock Robin) i „Goodbye”. W 2005 trafiła do szpitala, w którym spędziła trzy miesiące. W kwietniu, pierwszy raz po chorobie pojawiła się w telewizji, goszcząc w programie Star Academy.

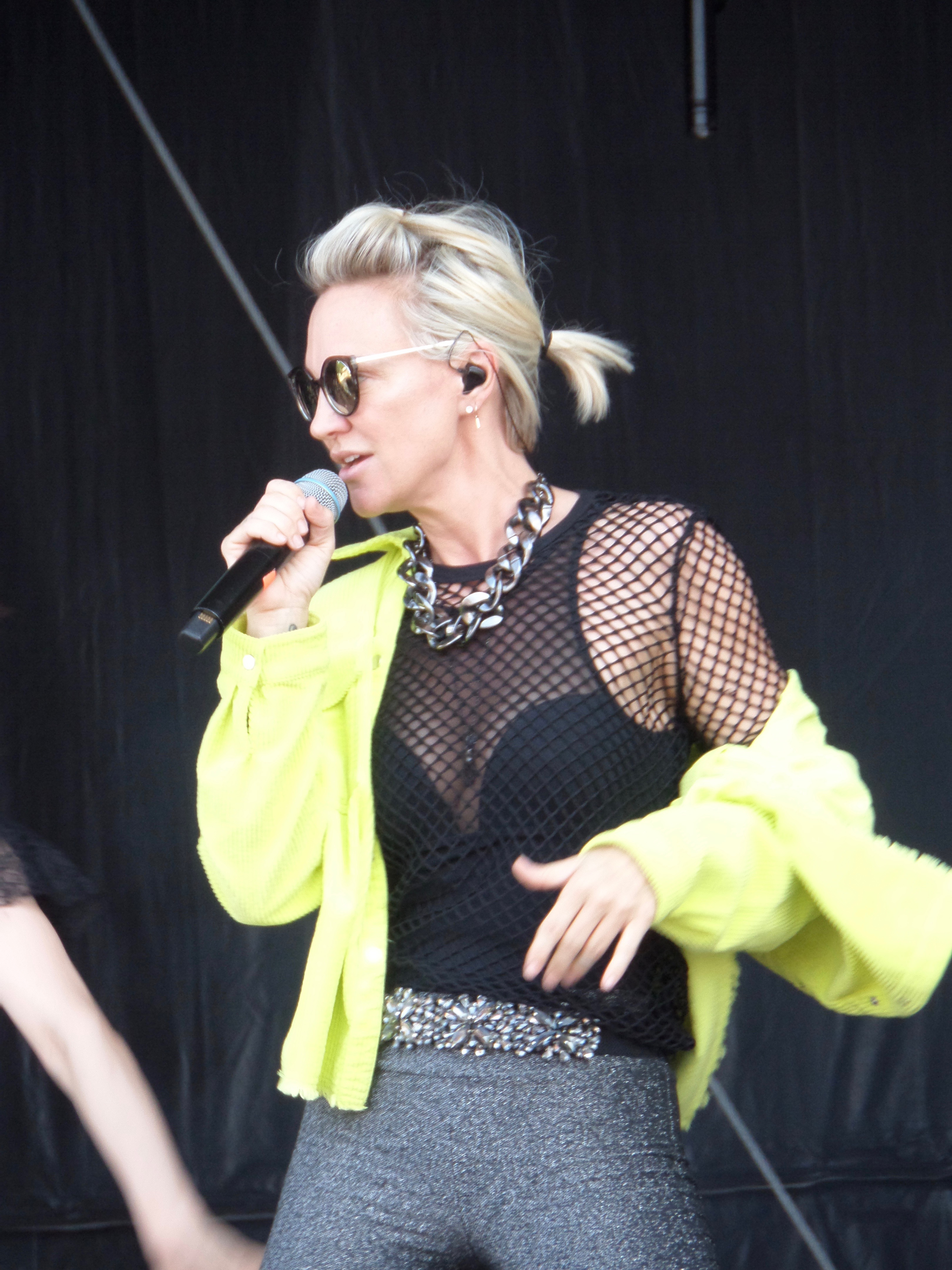
Kate Ryan podczas koncertu

Na początku 2006 belgijski nadawca publiczny opublikował nazwiska 28 kandydatów do belgijskich selekcji do 51. Konkursu Piosenki Eurowizji odbywającego się w Atenach. Wokalistka zgłosiła się do eliminacji z utworem „Je t’adore”, który został wydany w formie singla i w kilka tygodni po premierze pokrył się złotem. 19 lutego utwór wygrał finał selekcji. W kwietniu tego samego roku Ryan wyruszyła w trasę koncertową po Europie, odwiedziła m.in. Macedonię, Słowację, Grecję, Maltę, Szwecję i Łotwę. 18 maja wystąpiła w półfinale konkursu, w którym zdobyła ostatecznie 69 punktów, zajmując 12. miejsce i nie awansując do finału. Podczas Festiwalu Jedynki w Sopocie utwór zdobył trzecie miejsce. 11 sierpnia premierę miał najnowszy singel wokalistki – „Alive”, promujący trzeci album o tym samym tytule, wydany 15 września w Belgii. Na płycie znalazły się również single „All for You” oraz „That Kiss I Miss” (dedykowany zmarłej matce artystki). W tym samym roku Ryan została ambasadorką kampanii EUROGAMES 2007, której hymnem został utwór „We All Belong” (dedykowany społeczności LGBT).
W 2007 wydała single: „Voyage Voyage”, będący coverem przeboju Desireless, natomiast w 2008 „Ella, elle l'a” z repertuaru France Gall. Oba utwory zajęły wysokie pozycje w notowaniach list przebojów. Rok później premierę miał czwarty album studyjny wokalistki – Free, oraz pierwsza płyta kompilacyjna – Essential. 8 sierpnia wzięła udział w Sopot Hit Festiwal, podczas którego odebrała złotą płytę za album Free. Trzy miesiące później Ryan otrzymała w Monako prestiżową nagrodę World Music Awards dla najlepiej sprzedającej się artystki z Beneluksu.
Pod koniec 2009 premierę wydała drugi album kompilacyjny pt. French Connection, na którym znalazły się francuskojęzyczne utwory wykonane przez artystki. Płytę promowały single „Babacar” i „Évidemment”, będące nowymi wersjami utworów z repertuaru France Gall. Rok później zrobiła przerwę od muzyki. Po ponadrocznej przerwie, w kwietniu 2011 wydała singiel „LoveLife”, w której zawarty został sample z utworu „Narcotic” grupy Liquido, a później – „Broken”, w którym wystąpił gościnnie raper Narco. Rok później wydała singel „Robots”, który zawierał sample z utworu „Living On Video” grupy Trans-X, oraz singel „Little Braveheart”, który artystka nagrała w duecie ze szwedzką piosenkarką Charlotte Perrelli. 25 czerwca tego samego roku wydany został piąty album studyjny artystki – Electroshock, który w dniu premiery znalazł się na 4. miejscu rankingu sprzedaży belgijskiego iTunes. Wokalistka poinformowała także, że Electroshock jest jej ostatnim albumem, a od tej pory planuje wydawania jedynie singli.
Pod koniec sierpnia zaprezentowała teledysk do singla „The Next Road”. Na początku 2013 nawiązała współpracę z holenderskim DJ-em Robertem Abigailem, z którym nagrała singel „Karma”. Utwór miał swoją premierę internetową 11 lutego. 24 maja wydała kolejny singel, „Light in the Dark”, a 9 sierpnia – „Heart Flow”, którego premiera odbyła się podczas World Outgames w Antwerpii.
W sierpniu 2014 wydała francuskojęzyczny singel „Not Alone”, za który dostała prestiżową nagrodę Eurodanceweb Award, pokonując 35 innych artystów z krajów europejskich, i który zajął 5. miejsce w międzynarodowym plebiscycie OGAE Song Contest. Ponadto „Not Alone” zostało oficjalnym hymnem Wings for Life Run. W styczniu 2015 piosenkarka wzięła udział w belgijskim programie Liefde voor muziek, dzięki któremu wydała trzy nowe single, plasujące się w pierwszej 10 belgijskich list przebojów. 6 lipca 2015 miała miejsce premiera najnowszej piosenki wokalistki – „Runaway”, a 20 lipca odbyła się premiera klipu do tego utworu. Kate Ryan wystąpiła podczas Sylwestra we Wrocławiu dla ponad 250 tys. ludzi. 10 stycznia 2016 Ryan wydała nową wersję piosenki pod tytułem Wonderful Life, którą w oryginale wykonuje Brytyjski wokalista Colin Vearncombe (Black). Kate Ryan w lutym 2016 roku wyruszyła w trasę koncertową po Azji zatytułowaną Cruise Tour Asia 2016. Kate Ryan wystąpiła też w niemieckim programie talent show pt. Dein Song, gdzie zwyciężyła z piosenką pt. „Dance avec moi”. 23 czerwca 2016 premierę miał single „Comment te Dire Adieu” będący coverem przeboju Françoise Hardy.
Początek roku 2017 przyniósł Ryan wiele koncertów na wielu flamandzkich scenach, ponadto, podobnie jak w innych latach, odbyła tournée m.in. w Hiszpanii, Polsce, Słowacji, Czechach, Niemczech, Włoszech czy Litwie. W 2018 roku premierę miał nowy singiel zatytułowany „Bring Me Down”. Kate Ryan zagrała wiele akustycznych koncertów w klimacie lat 80., przypominając publiczności o takich utworach jak: „All Around the World” czy „Kronenburg Park”. 18 stycznia 2019 wydała singiel „Gold”, który napisała we współpracy z holenderskim DJ-em Samem Feldtem. Singiel w pierwszej dobie po premierze został odsłuchany ponad ćwierć miliona razy w serwisie Spotify. Następnie Ryan opublikowała utwór „Wild Eyes”.
11 stycznia 2020 w Mechelen poślubiła Kristofa Steegmansa.
20 czerwca 2020 wydała cover utworu Madonny „Holiday”.

## Dyskografia
Albumy studyjne
- 2002: Different – platynowa płyta w Polsce[2]
- 2004: Stronger – złota płyta w Polsce[7]
- 2006: Alive
- 2008: Free – złota płyta w Polsce[8]
- 2012: Electroshock

Albumy kompilacyjne
- 2008: Essential
- 2009: French Connection

Single
| Rok  | Tytuł                        | Album             |
| ---- | ---------------------------- | ----------------- |
| 2001 | „Scream for More”            | Different         |
| 2001 | „UR (My Love)”               | Different         |
| 2002 | „Désenchantée”               | Different         |
| 2002 | „Mon cœur résiste encore”    | Different         |
| 2002 | „Libertine”                  | Different         |
| 2003 | „Only If I”                  | Stronger          |
| 2004 | „La Promesse”                | Stronger          |
| 2004 | „Goodbye”                    | Stronger          |
| 2006 | „Je t’adore”                 | Alive             |
| 2006 | „Alive”                      | Alive             |
| 2006 | „All for You”                | Alive             |
| 2007 | „Voyage Voyage”              | Free              |
| 2008 | „L.I.L.Y. (Like I Love You)” | Free              |
| 2008 | „Ella, elle l’a”             | Free              |
| 2008 | „I Surrender”                | Free              |
| 2009 | „Your Eyes”                  | Free              |
| 2009 | „Babacar”                    | French Connection |
| 2009 | „Évidemment”                 | French Connection |
| 2011 | „Lovelife”                   | Electroshock      |
| 2011 | „Broken”                     | Electroshock      |
| 2012 | „Robots”                     | Electroshock      |
| 2013 | „Light in the Dark”          | _                 |
| 2013 | „Heart Flow”                 | _                 |
| 2013 | Karma (feat. Robert Abigail) | _                 |
| 2014 | Not Alone                    | _                 |
| 2015 | Runaway                      | _                 |
| 2016 | Wonderful Life               | _                 |
| 2016 | Comment te Dire Adieu        | _                 |
| 2018 | Bring Me Down                | _                 |
| 2019 | Gold (feat. Sam Feldt)       | _                 |
| 2019 | Wild Eyes                    | _                 |
| 2020 | Holiday                      | _                 |

Udział gościnny
| Rok  | Tytuł                                                                                 | Album                           |
| ---- | ------------------------------------------------------------------------------------- | ------------------------------- |
| 2002 | „Oh Baby I...” (Esther Sels, Kate Ryan, Linda Mertens, Maaike Moens i Pascale Feront) |                                 |
| 2007 | „Spoiled” (Regi feat. Kate Ryan)                                                      | Registrated                     |
| 2008 | „Caminaré” (Soraya Arnelas feat. Kate Ryan)                                           | Sin Miedo                       |
| 2012 | „Little Braveheart” (Charlotte Perrelli feat. Kate Ryan)                              | The Girl                        |
| 2012 | „The Next Road” (DJ Nano feat. Kate Ryan i D-MOL)                                     |                                 |
| 2013 | „Sé que tu lluitaràs”                                                                 | El disc de la Marató 2013 (TV3) |
| 2015 | „Junebug”                                                                             | Liefde voor Muziek (VTM)        |
| 2015 | „Demons”                                                                              | Liefde voor Muziek (VTM)        |
| 2015 | „Sweet Friend of Mine”                                                                | Liefde voor Muziek (VTM)        |
| 2016 | Danse avec moi ft. Chiara                                                             | Dein Song (Germany)             |